# Абинское городское поселение
Аби́нское городское поселение — муниципальное образование в Абинском районе Краснодарского края России.
Административный центр — город Абинск.
В рамках административно-территориального устройства Краснодарского края городскому поселению соответствует город районного значения с подчинёнными ему 4 сельскими населёнными пунктами.

## Население
| 2010    | 2012    | 2013    | 2014    | 2015    | 2016    | 2017    |
| ------- | ------- | ------- | ------- | ------- | ------- | ------- |
| 36 078  | ↗36 579 | ↗37 007 | ↗37 711 | ↗38 108 | ↗38 519 | ↗38 830 |
| 2018    | 2019    | 2020    | 2021    | 2023    |         |         |
| ↗39 268 | ↗39 654 | ↗40 169 | ↗40 508 | ↘39 854 |         |         |

## Населённые пункты
В городское поселение входят 5 населённых пунктов:
| № | Населённый пункт | Тип населённого пункта | Население |
| - | ---------------- | ---------------------- | --------- |
| 1 | Абинск           | город                  | ↘38 440   |
| 2 | Бережной         | хутор                  | ↘151      |
| 3 | Коробкин         | хутор                  | ↗172      |
| 4 | Пролетарий       | посёлок                | ↗368      |
| 5 | Шапсугская       | станица                | ↗459      |